# Beli dvor
Beli Dvor (serbiska: det vita palatset) är ett före detta kungligt palats i stadsdelen Dedinje i Belgrad, Serbien, byggt 1934–1937. Palatset var residens för den jugoslaviska kungahuset Karađorđević 1937–1945, då republik utropades.
Palatset ritades av arkitekten Aleksandar Đorđević i en neo-palladisk stil, inspirerad av engelska lanthus från 1700-talet. Interiören dekorerades med engelska, georgiska och ryska antikviteter från 1800-talet av den franska designfirman Maison Jansen, som senare även dekorerade Vita huset under John F. Kennedys administration.
Palatset är idag i den serbiska statens ägo.

## Historik
Palatset beställdes av och byggdes med kung Alexander I:s personliga medel för hans tre söner. Alexander mördades under ett statsbesök i Marseille, Frankrike, samma år som bygget av palatset började. Övervakningen av byggandet övertogs av prinsregenten Paul till dess färdigställande 1937. Drottning Maria och hennes tre söner, inklusive den 11-årige kung Peter II, fortsatte att bo i det kungliga palatset under denna tid. Prins Paul var den enda medlemmen av kungafamiljen som bodde i palatset före andra världskrigets utbrott och den efterföljande invasionen av Jugoslavien.

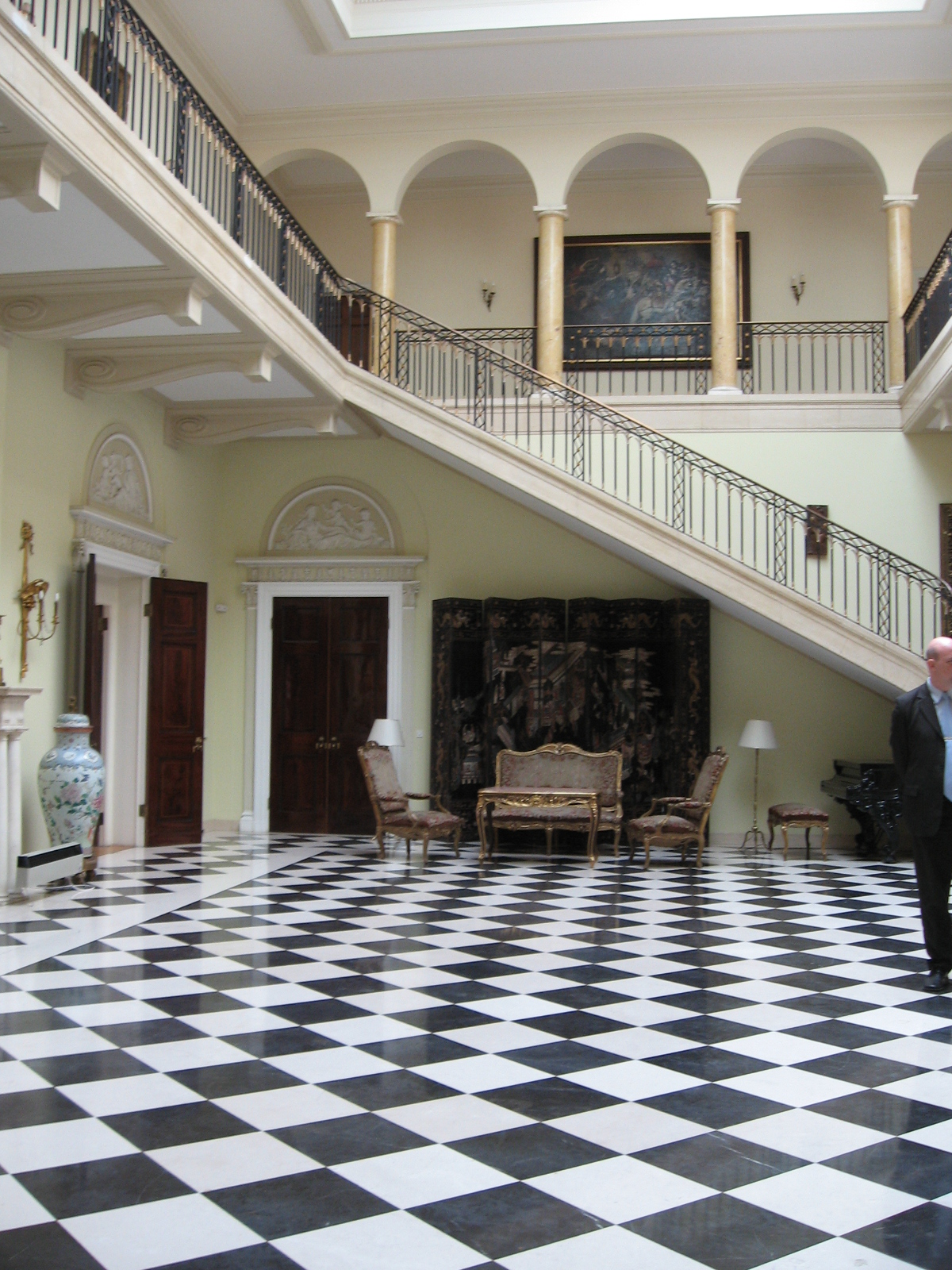
Entréhallen i Vita palatset

Efter krigets slut beslagtog den nya kommunistiska regeringen kungafamiljens tillgångar och egendom. Vita palatset användes periodvis av president Josip Broz Tito och senare av Slobodan Milošević för officiella statliga funktioner och utländska besök. Milošević tog emot USA:s sändebud Richard Holbrooke i palatset innan Natos bombningar av Jugoslavien började; Milošević avgick senare officiellt från sitt presidentskap framför slottets öppna spis.
Vita palatset är öppet för offentliga besök på helgerna under turistsäsongen från april till november.
Den kungliga byggnaden har också deltagit i turismmässor i Belgrad och Novi Sad och under Days of the European Cultural Heritage.

## Konstsamling
De kvalificerade reseguiderna på palatset berättar för alla besökare att i Vita palatsets utsökta konstsamling ingår målningar av Piero di Cosimo, Biagio d'Antonio, Nicolas Poussin (3 arbeten), Giovanni Cariani, Sébastien Bourdon, Albrecht Altdorfer, Titian, Rembrandt attribution, Palma Vecchio (2 måningar), Carlo Caliari, Peter Paul Rubens, Carel Fabritius, Simon Vouet, två målningar av Brueghel, Antonio Canaletto, Eugène Delacroix, Jean-Baptiste Carpeaux, Giuseppe Crespi, Nicolae Grigorescu, Franz Xaver Winterhalter, Eugène Fromentin, Gaspard Dughet, Richard Parkes Bonington, Đura Jakšić, Ivan Meštrović, Vlaho Bukovac och andra. Den grönvita Sèvres porslinsservice köptes 1932 i Paris från galleri Charpentier. Servisen tillhörde en gång Comte d'Artois.
På slottet finns också ett bioliotek med omkring 35 000 böcker.

## Plundringar och stölder
Många av slottets konstverk plundrades av kommunistiska partisaner 1944, efter Belgrads befrielse från tysk ockupation. Ett av de stulva verken var Rembrandtskolans målning 'Quint Fabius Maximus'.